# Arnold Strongman Classic

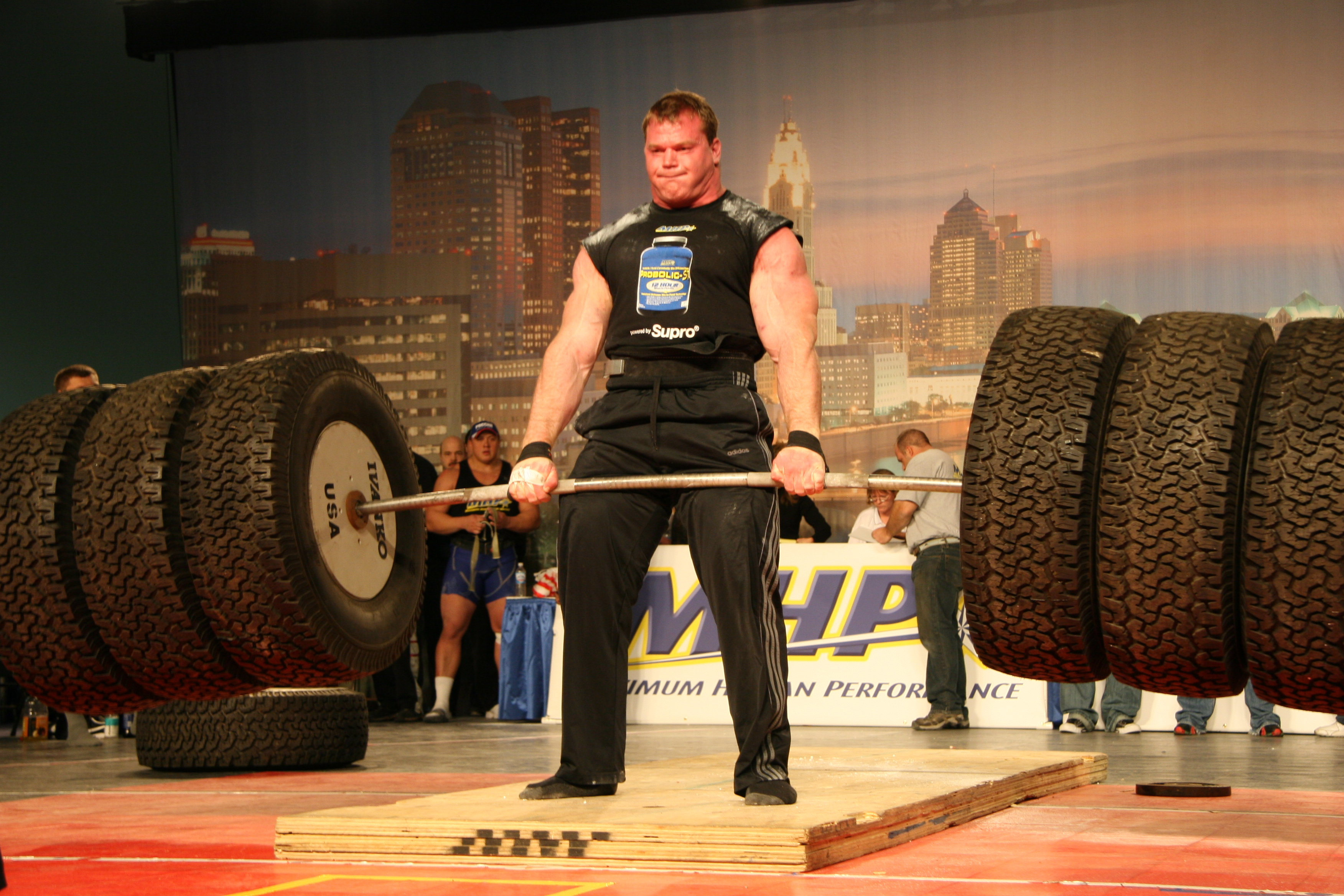
Arnold Strongman Classics 2008, hier der zweitplatzierte Derek Poundstone

Die Arnold Strongman Classic ist ein Wettbewerb im Strongman-Sport, der seit 2002 im Rahmen des jährlich stattfindenden Arnold Sports Festival (bis 2005 Arnold Fitness Weekend) durchgeführt wird.
Seit der internationale Strongman-Verband IFSA im Jahre 2005 seine eigenen Weltmeisterschaften ins Leben rief, ist die weltweite Strongman-Szene von einem Konkurrenzkampf geprägt, welcher zwischen der IFSA und den Ausrichtern des bislang prestigeträchtigsten Strongman-Wettbewerbes The World's Strongest Man (WSM) ausgefochten wird. Das führte u. a. dazu, dass IFSA-Athleten der Start bei Wettbewerben der Konkurrenz untersagt wurde und umgekehrt. Dadurch haben die IFSA Strongman World Championship und der The World's Strongest Man jeweils ihre eigenen Teilnehmer und verfügen gegenüber den WSM-Entscheidungen vor 2005 über eine geringere sportliche Reputation.
Bei der Arnold Strongman Classic treffen die WSM- und die IFSA-Athleten aufeinander, was den besonderen sportlichen Reiz dieser Veranstaltung ausmacht. Bislang konnten sich hierbei vor allem die Athleten der IFSA hervortun. Der Litauer Žydrūnas Savickas dominierte schon vor der Trennung der Strongman-Szene und gewann den Wettbewerb seit 2003 insgesamt achtmal, dabei holte er von 2003 bis 2008 sechs Titel in Folge.

## Alle Podiumsplätze der Arnold Strongman Classic
| Jahr | Platz 1                 | Platz 2                 | Platz 3                      |
| ---- | ----------------------- | ----------------------- | ---------------------------- |
| 2002 | Mark Henry              | Svend Karlsen           | Phil Pfister                 |
| 2003 | Žydrūnas Savickas       | Svend Karlsen           | Raimonds Bergmanis           |
| 2004 | Žydrūnas Savickas       | Svend Karlsen           | Raimonds Bergmanis           |
| 2005 | Žydrūnas Savickas       | Wassyl Wirastjuk        | Glenn Ross                   |
| 2006 | Žydrūnas Savickas       | Wassyl Wirastjuk        | Michail Kokljajew            |
| 2007 | Žydrūnas Savickas       | Wassyl Wirastjuk        | Andrus Murumets              |
| 2008 | Žydrūnas Savickas       | Derek Poundstone        | Michail Kokljajew            |
| 2009 | Derek Poundstone        | Michail Kokljajew       | Travis Ortmeyer              |
| 2010 | Derek Poundstone        | Žydrūnas Savickas       | Travis Ortmeyer              |
| 2011 | Brian Shaw              | Mike Jenkins            | Žydrūnas Savickas            |
| 2012 | Mike Jenkins            | Derek Poundstone        | Žydrūnas Savickas            |
| 2013 | Vytautas Lalas          | Brian Shaw              | Michail Kokljajew            |
| 2014 | Žydrūnas Savickas       | Brian Shaw              | Mike Burke                   |
| 2015 | Brian Shaw              | Žydrūnas Savickas       | Mateusz Kieliszkowski        |
| 2016 | Žydrūnas Savickas       | Brian Shaw              | Vytautas Lalas               |
| 2017 | Brian Shaw              | Hafþór Júlíus Björnsson | Jerry Pritchett              |
| 2018 | Hafþór Júlíus Björnsson | Brian Shaw              | Mikhail Shivlyakov           |
| 2019 | Hafþór Júlíus Björnsson | Martins Licis           | Mateusz Kieliszkowski        |
| 2020 | Hafþór Júlíus Björnsson | Mateusz Kieliszkowski   | Martins Licis                |
| 2022 | Martins Licis           | Oleksii Novikov         | Luke Stoltman Bobby Thompson |
| 2023 | Mitchell Hooper         | Mateusz Kieliszkowski   | Bobby Thompson               |
| 2024 | Mitchell Hooper         | Mateusz Kieliszkowski   | Tom Stoltman                 |
| 2025 | Mitchell Hooper         | Lucas Hatton            | Hafþór Júlíus Björnsson      |